# 경주 천마총 장니 천마도
경주 천마총 장니 천마도(慶州 天馬塚 障泥 天馬圖)는 말의 안장 양쪽에 달아 늘어뜨리는 장니에 그려진 말(천마) 그림이다. 가로 75cm, 세로 53cm, 두께는 약 6mm로 1973년 대한민국 경주 황남동고분 155호분 (천마총)에서 발견되었다. 1982년 11월 16일 대한민국의 국보 제207호로 지정되어, 국립경주박물관이 소장 하고 있다.

## 개요
경주 천마총 장니 천마도는 말의 안장 양쪽에 달아 늘어뜨리는 장니에 그려진 말(천마)그림이다. 가로 75cm, 세로 53cm, 두께는 약 6mm로 1973년 경주 황남동고분 155호분(천마총)에서 발견되었다.
천마도가 그려져 있는 채화판은 자작나무껍질을 여러 겹 겹치고 맨 위에 고운 껍질로 누빈 후, 가장자리에 가죽을 대어 만든 것이다. 중앙에는 흰색으로 천마가 그려져 있으며, 테두리는 흰색·붉은색·갈색·검은색의 덩굴무늬로 장식되어 있다. 천마는 꼬리를 세우고 하늘을 달리는 모습으로, 다리 앞뒤에 고리모양의 돌기가 나와 있고 혀를 내민 듯한 입의 모습은 신의 기운을 보여준다. 이는 흰색의 천마가 동물의 신으로, 죽은 사람을 하늘 세계로 실어나르는 역할이였음을 짐작해 볼 수 있게 한다.
5∼6세기의 신라시대에 그려진 천마도의 천마의 모습 및 테두리의 덩굴무늬는 고구려 무용총이나 고분벽화의 무늬와 같은 양식으로, 신라회화가 고구려의 영향을 받았음을 알 수 있는 그림이다. 또한 신라회화로서 현재까지 남아있는 거의 유일한 작품으로 그 가치가 크다. 
2014년에는 기존 천마총 출토품 중, 발굴 당시 훼손이 심해 알아볼 수 없었던 대나무 말다래판에서 천마도 2점이 새롭게 확인되었다.

## 천마총의 동물에 관한 논란
2009년, '한국 박물관 개관 100주년 기념 특별전'에 천마도가 출품되는 것을 계기로 촬영되었던 천마도의 적외선 사진이 공개되었는데, 말의 정수리 부분에 외뿔 모양의 형상이 드러나 천마도의 주인공이 사실은 상상의 동물인 기린이 아니냐는 논란이 일었다.

## 같이 보기
- 천마총